# Mikko Strömberg
Mikko Strömberg (Helsinki, 5 marzo 1979) è un ex hockeista su ghiaccio finlandese di ruolo portiere.

## Carriera
Nella sua carriera ha giocato perlopiù nei due maggiori campionati finlandesi: nella massima serie ha giocato perlopiù come back-up, vestendo le maglie di HIFK (nelle cui giovanili è cresciuto), SaiPa, Espoo Blues, Oulun Kärpät, HPK e Jokerit; nella seconda serie ha invece giocato con Ahmat Hyvinkää, Haukat (all'epoca denominata KJT), Jukurit e Kiekko-Vantaa.
Ha avuto anche alcune esperienze all'estero: nella hockeyallsvenskan svedese ha vestito la maglia del Team Kiruna, nella EBEL quella dell'Hockey Club Innsbruck e nel campionato italiano quella dell'Hockey Club Pustertal-Val Pusteria, dov'era giunto a gennaio 2011 per sostituire l'infortunato portiere titolare Tommi Nikkilä e si era guadagnato la conferma per la stagione successiva, al termine della quale si è ritirato.

## Palmarès
- Coppa Italia: 1

Val Pusteria: 2010-2011
- Supercoppa italiana: 1

Val Pusteria: 2011-2012